# ديلانو لويس
ديلانو يوجين لويس (بالإنجليزية: Delano Lewis)‏ (من مواليد 12 نوفمبر 1938) هو محامي أمريكي ورجل أعمال ودبلوماسي. كان سفير الولايات المتحدة في جنوب أفريقيا من 1999 إلى 2001، وشغل من قبل أدوارًا قيادية في فيلق السلام والإذاعة العامة الوطنية. هو والد الممثل فيل لويس.

## النشأة والتعليم
ولد لويس في مدينة أركنساس، كنساس، في عائلة من «الديمقراطيين المتحمسين». تم تسميته باسم فرانكلين ديلانو روزفلت (على الرغم من أن اسمه قد تم نطقه بـ "Del-AYE-no"). وهو الطفل الوحيد لرايموند إرنست لويس، وهو حمال لسكة حديد سانتا في، و Enna L. Lewis (née Wordlow)، ربة منزل.
التحق لويس بمدرسة سومنر الثانوية، في مدينة كانساس، كانساس، وتخرج في عام 1956. درس في ولاية بويز في سنته الأولى والعليا من المدرسة الثانوية.
تخرج لويس من جامعة كنساس، في لورنس، كنساس، في عام 1960، حيث كان زميل دراسته ويلت تشامبرلين. حصل على شهادة في القانون من كلية الحقوق في جامعة واشبورن، في توبيكا، كانزاس، في عام 1963. كان يعمل بدوام كامل في عيادة ميننجر أثناء التحاقه بكلية الحقوق.

## المهنة

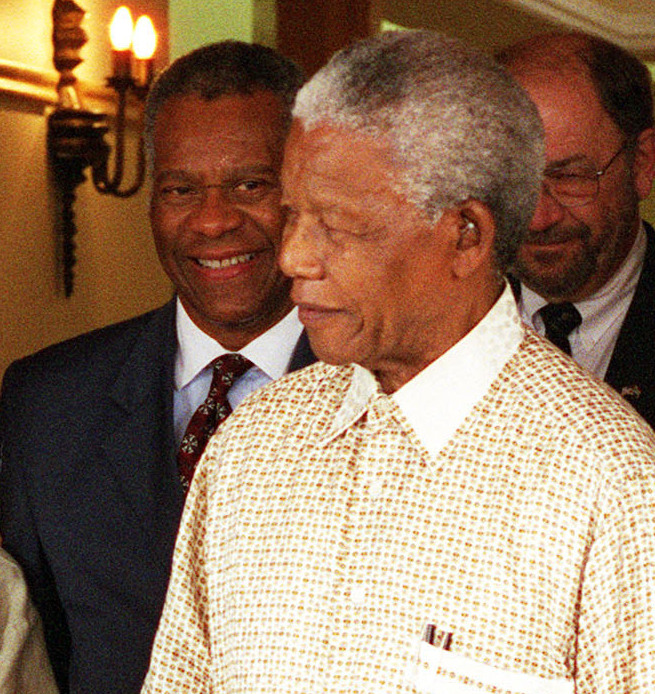
السفير ديلانو يوجين لويس

بعد التخرج، ذهب لويس للعمل كمحامٍ في وزارة العدل الأمريكية وبعد ذلك في مكتب الامتثال في لجنة تكافؤ فرص العمل. وكان مديرًا مساعدًا ومديرًا قطريًا لفيلق السلام في نيجيريا وأوغندا من عام 1966 حتى عام 1969.
كان لويس مساعدًا تشريعيًا للسناتور إدوارد بروك والمندوب والتر إي. قاد فريق انتقال ماريون باري في عام 1978 واللجنة المالية لحملة إعادة انتخابه في عام 1982.
انضم إلى شركة الهاتف Chesapeake & Potomac في عام 1973 كمدير عام للشؤون العامة، وأصبح كبير مسؤوليها التنفيذيين في عام 1990. في عام 1988، خدم لويس لمدة عام واحد كرئيس لمجلس التجارة في واشنطن الكبرى، وبدأ فترة رئاسة. من بنك سيتي ناشونال الجديد في واشنطن، والذي تم إغلاقه في نهاية عام 1993.
في عام 1993، أصبح لويس الرئيس والمدير التنفيذي الرئيسي للإذاعة الوطنية العامة. خلال فترة عمله، عمل لمدة ثلاث سنوات في مجلس إدارة شركة Apple Computer ، مستشهداً «بمطالب الوقت الملحة» كسبب للمغادرة في عام 1997. استقال من NPR في عام 1998.
كما كان لويس عضوًا في مجلس إدارة Black Entertainment Television ، وعمل في مجالس إدارة Colgate-Palmolive و Halliburton و Eastman Kodak.
عين الرئيس الأمريكي بيل كلينتون لويس سفير الولايات المتحدة في جنوب أفريقيا، وهو المنصب الذي خدم فيه من 1999 إلى 2001. وأدى اليمين أمام القاضي الفيدرالي جون إدواردز كونواي، زميل دراسي في كلية الحقوق. في وقت لاحق، انتقل لويس وزوجته إلى لاس كروسيس، نيو مكسيكو، حيث بدأ شركة استشارية، لويس وشركاه. في عام 2006، تم تعيينه زميلًا أقدم في جامعة ولاية نيو مكسيكو. وفي العام التالي، تم تعيينه مؤسسًا لمؤسسة العلاقات الدولية بجامعة ولاية نيو مكسيكو.

### السياسة
شارك لويس في الجهود الرامية إلى إنشاء قاعدة داخلية لواشنطن العاصمة؛ تم تبني قانون الحكم الذاتي في مقاطعة كولومبيا من قبل الكونغرس الأمريكي في عام 1973. وكان رئيسًا للجنة الحكم المحلي لـ VOICE ، صوت جماعة التعبير المعرفي، وهي مجموعة تشكلت بعد أحداث الشغب في واشنطن عام 1968. بهذه الصفة، وكمساعد تشريعي لـ Fauntroy ، أدلى بشهادته أمام لجان مجلس الشيوخ في الولايات المتحدة حول هذه المسألة.
ثم رشح لاحقاً لمقعد في مجلس مقاطعة كولومبيا (مجلس مدينة واشنطن)، وخسر أمام باري. كان هذا هو الترشح الوحيد للمنصب السياسي، على الرغم من أنه كان يعتبر مرشحاً رئيسياً لمنصب عمدة مقاطعة كولومبيا لسنوات عديدة، وكثيراً ما يوصف بأنه وسيط قوي في واشنطن العاصمة. عندما استقال من NPR ، أعلن أنه لن يرشح نفسه لأي منصب عام.

## الحياة الشخصية
لويس عضو في جمعية ألفا فاي ألفا الأخوية، وانتخب رئيسًا في جامعة كنساس.
ومن بين الجوائز المدنية العديدة التي حصل عليها لويس، أطلق عليه الواشنطيني لقب «رجل العام في واشنطن» عام 1978. حصل على وسام رئيس الجامعة الكاثوليكية في عام 1978، كذلك. في كانون الثاني / يناير 2009، تم الاحتفال به باعتباره Kansan of the Year.
تزوج لويس وزوجته، غايلي كارولين جونز السابقة، في عام 1960، ولديهما أربعة أبناء: ديلانو جونيور، وجيفري، وبريان وفيل. اعتنق لويس بالميلاد المعمداني عندما كان متزوجا.